# Estádio Adolfo Rollemberg
O Estádio Adolfo Rollemberg localizado em Aracaju/SE foi inaugurado no dia 07 de março de 1920 com uma grande festa.

## Progamação oficial
- Início das festividades as 15:30 hs com a benção do campo, pelo Bispo de Aracaju Dom José
- Discurso do Almirante Amynthas Jorge, Presidente da Liga Desportiva Sergipana
- Declaração oficial de inauguração dada pelo Sr. Presidente do Estado de Sergipe, Sr. Pereira Lobo
- Jogo inaugural entre Cotinguiba e Sergipe

## Jogo inaugural
Cotinguiba Esporte Clube 2-1 Club Sportivo Sergipe
Juiz: Sr. Couto
Gols: não divulgados
Cotinguiba Esporte Clube: Francelino; Basílio e Edmundo; Camara, Angelo e Modesto; Tosta, Brito, Piston, Carlito e Elídio.
Club Sportivo Sergipe: Vitorino; Galdino e Pedro; Carmelito, Cruz e Paulo; Ferreira, Romário, Roque, Santana e Ferreira.

## Reabertura
Após 52 anos, em 10/03/2021, o Estádio Adolfo Rollemberg foi reaberto para partidas oficiais de futebol após reforma e modernização. A partida de reinauguração foi Sergipe1x1 Boca Júnior válida pelo Campeonato Sergipano de Futebol 2021.